# Tito Vergínio Tricosto Celimontano
Tito Vergínio Tricosto Celimontano (em latim: Titus Virginius Tricostus Caeliomontanus) foi um político dos primeiros anos da República Romana que serviu como cônsul em 496 a.C.

## Consulado
Vergínio Tricosto foi cônsul juntamente com Aulo Postúmio Albo Regilense. Lívio conta que neste mesmo ano ocorreu a Batalha do Lago Régilo e que Postúmio abdicou de seu consulado para ser nomeado ditador Dionísio de Halicarnasso relatou que Vergínio comandou uma unidade sob o comando do ditador durante a batalha.